# Kavalkad

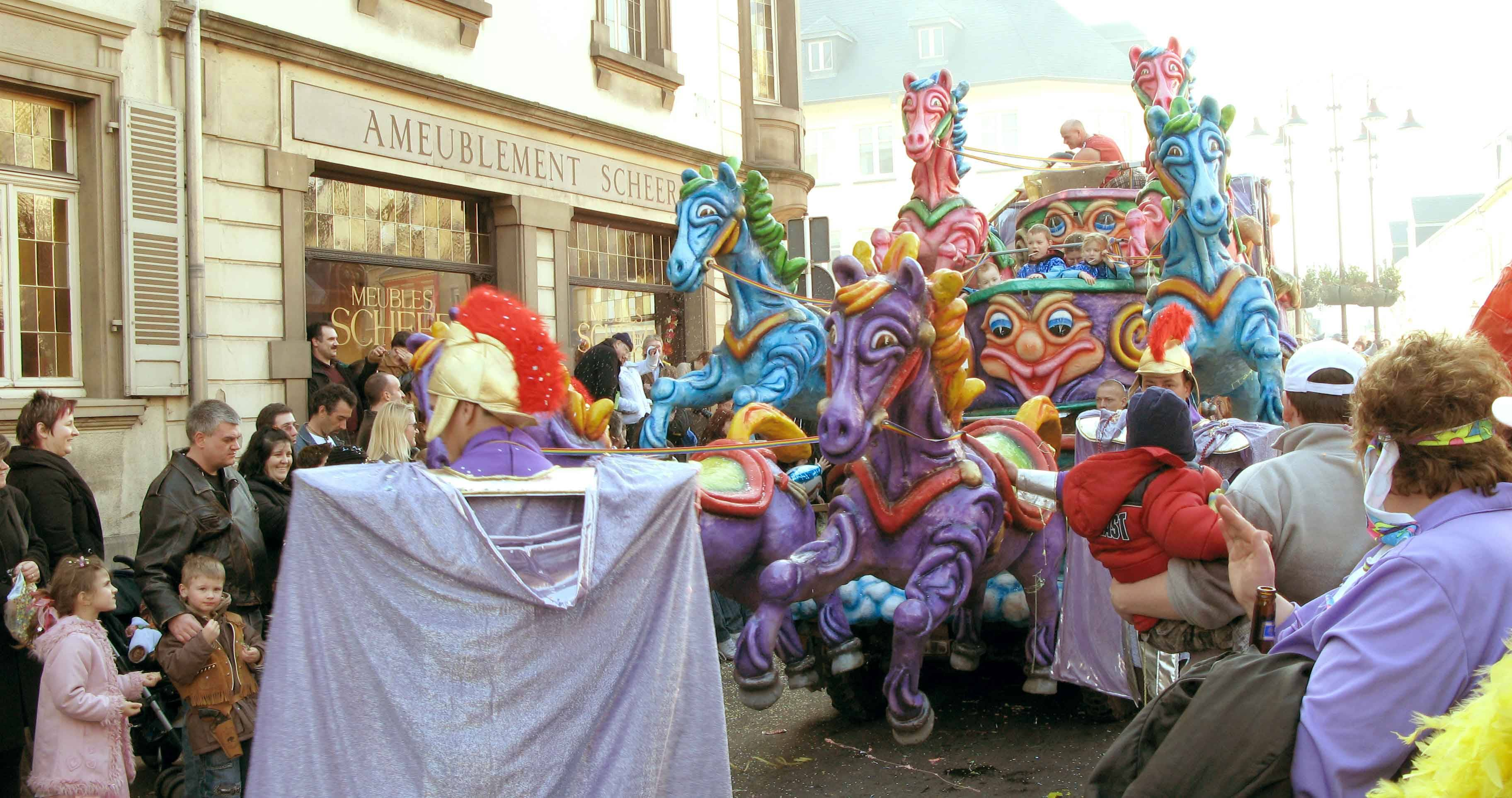
Kavalkad in Diekirch (2007)

Kavalkad oder Cavalcade nennt man in Luxemburg einen festlichen Karnevalsumzug, der anlässlich des stets vor Ostern stattfindenden Brezelsonntag an neun Orten des Landes stattfindet.
Der Name rührt von der ursprünglichen Form als Reiterumzug, der Kavalkade.

## Diekirch
In Diekirch fand bereits 1870 die erste Kavalkade in Luxemburg statt. Jedes Jahr kommen über 20.000 Zuschauer zu den Feierlichkeiten. Die Cavalcade de Diekirch ist die markanteste Veranstaltung des Karnevals in Luxemburg. Eine Jury bestimmt anschließend die schönsten Fußgruppen und Wagen. Mehrere Tausend Karnevalskrapfen und mehrere Tonnen Bonbons, Süßigkeiten und Gadgets werden an die Schaulustigen verteilt. Die Strecke beginnt an der Route de Larochette und erstreckt sich über zwei Kilometer.

## Wasserbillig
Zu diesem Tag gab es in der Grenzgemeinde Wasserbillig bereits zwischen 1947 und 1965 eine erste Kavalkad, die durch das Zentrum der kleinen Stadt führte. Hier dominierten, gemäß dem Namen, Pferde das Bild des Umzugs.
2004 wurde die Tradition vom Verein der „Bratzelgecken“ wieder aufgenommen. Es handelt sich heute, unter dem Namen „Nuetskavalkad“ (Nachtkavalkade) um einen abendlichen Umzug mit 50 verschiedenen Karnevalsgruppen, von farbenfrohen Fuß- und Musikgruppen bis hin zu kunstvoll beleuchteten Prunkwagen und Traktoren. Es werden etwa 1000 Liter Wein, Liköre und Saft und über 2000 Bretzeln an die Zuschauer verteilt. Der Umzug startet stets um 18:11 Uhr am Moselufer und bewegt sich langsam durch die Straßen des Mosel-Sauer-Städtchens in Richtung Zentrum, wo anschließend eine Tanzveranstaltung stattfindet.
Bei dieser Veranstaltung wird ein „Brezelkönig“ gewählt. In Schaltjahren wird er durch eine „Brezelkönigin“ ersetzt.

## Esch-sur-Alzette
Die Feierlichkeiten in Esch-sur-Alzette beginnen bereits am Freitagabend mit einer After-Work-Party ab 16:30 Uhr vor dem Rathaus, wo ein großes Festzelt aufgestellt wird. Die Veranstaltung findet während des „Escher Fues Week-end“ statt und wird von DJs und Coverbands begleitet. Über 65 Vereine ziehen mit etwa zwei Dutzend Fußgruppen und knapp 40 Festwagen durch die Stadt.

## Weitere
Weitere Umzüge gibt es in Pétange (den ältesten und größten Luxemburgs) und Schifflingen. Seit 2025 sind Kavalkaden in Clerf und Koerich hinzugekommen.
In Kayl findet (mit Ausnahmen) stets am zweiten Fastnachtssonntag die „Kannerkavalkad“ (Kinderkavalkade) statt.